# Michalis Sifakis
Michalis Sifakis, gr. Μιχάλης Σηφάκης (ur. 9 września 1984 w Heraklionie) – grecki piłkarz, reprezentant kraju grający na pozycji bramkarza.

## Kariera piłkarska
Sifakis urodził się w mieście Heraklion, położonym na greckiej wyspie Kreta. Przygodę z futbolem rozpoczął w 1999 w klubie OFI Kreta. W 2002 został włączony do pierwszej drużyny. Przez 5 sezonów zagrał w 105 spotkaniach na szczeblu ekstraklasy greckiej. W 2007 został wypożyczony do Olympiakosu. W drużynie z Pireusu zagrał tylko w dwóch spotkaniach. Miał udział w zdobyciu mistrzostwa Superleague Ellada i Pucharu Grecji w sezonie 2007/08 oraz Superpucharu Grecji w 2007. 
W 2008 został zawodnikiem Arisu. Wraz z drużyną dotarł do finału Pucharu Grecji w sezonie 2009/10. Sezon później zagrał w 12 spotkaniach Ligi Europy, w którym Aris dotarł do 1/16 finału. Przez 4 lata gry w drużynie z Salonik zagrał w 80 spotkaniach.
Sezon 2012/13 spędził w belgijskim Royalu Charleroi. W 2013 powrócił do kraju i zasilił szeregi Atromitosu, a następnie Lewadiakosu. Latem 2015 trafił ponownie do Belgii, do KV Kortrijk. Przez 2 sezony zagrał w 16 spotkaniach. Sezon 2017/2018 spędził w tureckim Samsunsporze. Po rozegraniu 6 spotkań ligowych, w 2018 zakończył karierę piłkarską.
| Sezon   | Klub            | Kraj   | Rozgrywki          | Mecze | Bramki |
| ------- | --------------- | ------ | ------------------ | ----- | ------ |
| 2002/03 | OFI Kreta       | Grecja | Alpha Ethniki      | 4     | 0      |
| 2003/04 | OFI Kreta       | Grecja | Alpha Ethniki      | 14    | 0      |
| 2004/05 | OFI Kreta       | Grecja | Alpha Ethniki      | 27    | 0      |
| 2005/06 | OFI Kreta       | Grecja | Alpha Ethniki      | 30    | 0      |
| 2006/07 | OFI Kreta       | Grecja | Superleague Ellada | 30    | 0      |
| 2007/08 | Olympiakos      | Grecja | Superleague Ellada | 2     | 0      |
| 2008/09 | Aris            | Grecja | Superleague Ellada | 24    | 0      |
| 2009/10 | Aris            | Grecja | Superleague Ellada | 30    | 0      |
| 2010/11 | Aris            | Grecja | Superleague Ellada | 22    | 0      |
| 2011/12 | Aris            | Grecja | Superleague Ellada | 4     | 0      |
| 2012/13 | Royal Charleroi | Belgia | Eerste klasse A    | 10    | 0      |
| 2013/14 | PAE Atromitos   | Grecja | Superleague Ellada | 8     | 0      |
| 2014/15 | APO Lewadiakos  | Grecja | Superleague Ellada | 25    | 0      |
| 2015/16 | KV Kortrijk     | Belgia | Eerste klasse A    | 8     | 0      |
| 2016/17 | KV Kortrijk     | Belgia | Eerste klasse A    | 8     | 0      |
| 2017/18 | Samsunspor      | Turcja | TFF 1. Lig         | 6     | 0      |

## Kariera reprezentacyjna
Sifakis w latach 2004–2005 zagrał w 15 meczach reprezentacji Grecji U-21. W 2005 został powołany przez trenera Otto Rehhagela na Puchar Konfederacji 2005. Nie zagrał w żadnym spotkaniu na turnieju. Po raz pierwszy w reprezentacji zadebiutował 14 października 2009 w meczu przeciwko reprezentacji Luksemburga. 
W 2010 został powołany na Mistrzostwa Świata 2010, gdzie pełnił rolę rezerwowego bramkarza. W 2012 otrzymał powołanie na Euro 2012 odbywające się w Polsce i na Ukrainie. Podczas turnieju zagrał w dwóch meczach grupowych z Czechami i Rosją oraz w ćwierćfinale przeciwko Niemcom, przegranym 2:4. Ten mecz był jego ostatnim w reprezentacji, dla której w latach 2009–2012 zagrał w 15 spotkaniach.
| Mecze i gole w reprezentacji | Mecze i gole w reprezentacji | Mecze i gole w reprezentacji | Mecze i gole w reprezentacji | Mecze i gole w reprezentacji | Mecze i gole w reprezentacji | Mecze i gole w reprezentacji |
| #                            | Data                         | Miasto                       | Przeciwnik                   | Gol                          | Wynik                        | Rozgrywki                    |
| ---------------------------- | ---------------------------- | ---------------------------- | ---------------------------- | ---------------------------- | ---------------------------- | ---------------------------- |
| 1.                           | 14.10.2009                   | Ateny                        | Luksemburg                   |                              | 2:1                          | El. MŚ 2010                  |
| 2.                           | 25.05.2010                   | Altach                       | Korea Północna               |                              | 2:2                          | towarzyski                   |
| 3.                           | 11.08.2010                   | Belgrad                      | Serbia                       |                              | 1:0                          | towarzyski                   |
| 4.                           | 03.09.2010                   | Pireus                       | Gruzja                       |                              | 1:1                          | El. ME 2012                  |
| 5.                           | 07.09.2010                   | Zagrzeb                      | Chorwacja                    |                              | 0:0                          | El. ME 2012                  |
| 6.                           | 08.10.2010                   | Pireus                       | Łotwa                        |                              | 1:0                          | El. ME 2012                  |
| 7.                           | 12.10.2010                   | Pireus                       | Izrael                       |                              | 2:1                          | El. ME 2012                  |
| 8.                           | 09.02.2011                   | Larisa                       | Kanada                       |                              | 1:0                          | towarzyski                   |
| 9.                           | 10.08.2011                   | Sarajewo                     | Bośnia i Hercegowina         |                              | 0:0                          | towarzyski                   |
| 10.                          | 02.09.2011                   | Tel Awiw                     | Izrael                       |                              | 1:0                          | El. ME 2012                  |
| 11.                          | 06.09.2011                   | Ryga                         | Łotwa                        |                              | 1:1                          | El. ME 2012                  |
| 12.                          | 31.05.2012                   | Kufstein                     | Armenia                      |                              | 1:0                          | towarzyski                   |
| 13.                          | 12.06.2012                   | Wrocław                      | Czechy                       |                              | 1:2                          | ME 2012                      |
| 14.                          | 16.06.2012                   | Warszawa                     | Rosja                        |                              | 1:0                          | ME 2012                      |
| 15.                          | 22.06.2012                   | Gdańsk                       | Niemcy                       |                              | 2:4                          | ME 2012                      |

## Sukcesy
Olympiakos
- Mistrzostwo Superleague Ellada (1): 2007/08
- Puchar Grecji (1): 2007/08
- Superpuchar Grecji (1): 2007

Aris
- Finał Pucharu Grecji (1): 2009/10